# Takekazu Asaka
Takekazu Asaka   (en japonés: 浅香武和), (Tokio, 1952),es un lingüista y profesor japonés. Tradujo al japonés algunas de las obras gallegas de Rosalía de Castro, Ramón Cabanillas y Uxío Novoneyra. Publicó la primera gramática de gallego en japonés. Se define como "embajador de la cultura gallega en Japón".

## Trayectoria
Asaka es profesor de Filología Románica en la Universidad de Tsudajuku, Tokio.Conoció Galicia en 1989, cuando fue a participar en el XIX Congreso Internacional de Filología y Lingüística Románica y desde que conoció la lengua y la cultura gallegas se convirtió en su gran defensor.Es profesor en Tokio de gramática española e impartió cursos de lengua y cultura gallegas. También es responsable de organizar, en Tokio y otras ciudades, ciclos de música y poesía gallega para celebrar el Día de las Letras Gallegas. 
Desde junio de 2017 fue miembro correspondiente de la Real Academia Galega (RAG), en reconocimiento a su trabajo y en 2023 fue nombrado miembro de honor de la RAG.

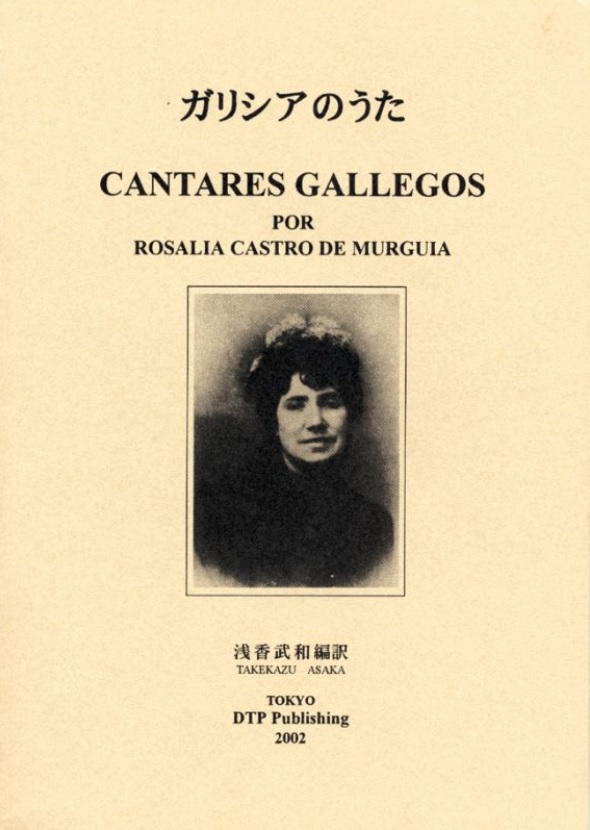
Portada de Cantares Gallegos, de Rosalía de Castro, traducción al japonés de Takekazu Asaka (2002)

En 2002 tradujo al japonés Cantares gallegos, de Rosalía de Castro.En 2014 Contos da miña terra, también de Rosalía de Castro y prologado por María do Carmo Ríos Panisse y con un CD con la lectura del texto.
Publicó una edición bilingüe de Os Eidos de Uxío Novoneyra, en 2017.
Durante la pandemia del COVID-19 elaboró la traducción de tres obras clásicas de la literatura gallegaː A rosa de cen follas y As Romaxes da Franqueira de Ramón Cabanillas, y la  Introdución ás Cantigas de Santa María, de Alfonso X El Sabio, con las que pretendía "unir y acercar la cultura gallega y la japonesa", y que fueron presentadas en el año 2022. También produjo un CD musical para homenajear A rosa de cen follas, con canciones interpretadas por la soprano Miho Haga y la pianista Rika Nishikawa.

## Obras
- Gramática do galego moderno (bilingüe japonés - gallego ) . (1993) Tokio: Daigakusyorin. (195 páginas, ISBN 4-475-01807-2 )
- Guía de conversación en Galego (1994)
- Vocabulario básico da lingua galega (1996) Tokio: Daigakusyorin. ISBN 4-475-01231-7 . (Las 122 primeras páginas de su índice de Galicia - Español - Japonés. Las 158 páginas siguientes son las equivalencias españolas - Gallego y al final del libro se dedica a la equivalencia diccionario japonés - Gallego El encabezamiento de los estados de libros que. contiene 2600 equivalencias)
- Cantares gallegos, de Rosalía de Castro (traducido al japonés en 2002). Publicación DTP.
- Cantata a Ramón Cabanillas (2013)
- Contos da miña terra, de Rosalía de Castro (traducido al japonés en 2014)
- Xograr Martín Codax (2015)
- Nova gramática do galego (2017)
- Os Eidos, de Uxío Novoneyra (edición bilingüe gallego-japonesa en 2017)
- A rosa de cen follas, de Rosalía de Castro (edición bilingüe gallego-japonesa en 2022)
- As Romaxes da Franqueira, de Ramón Cabanillas (edición bilingüe gallego-japonesa en 2022)
- Introdución ás Cantigas de Santa María, de Alfonso X El Sabio (edición bilingüe gallego-japonesa en 2022)

## Premios y reconocimientos
- 2017ː Premio Ramón Cabanillas de Traducción, por su labor de divulgación de la lengua y de la literatura gallegas.[9]
- 2017ː Nombramiento como académico correspondientes de la Real Academia Galega (RAG) en reconocimiento de su trabajo.[10]
- 2023ː Nombramiento como miembro de honor de la Real Academia Galega (RAG).[5]